# Beche Blade
Beche Blade är en bergstopp i Antarktis. Den ligger i Östantarktis. Storbritannien gör anspråk på området. Toppen på Beche Blade är 1 600 meter över havet, eller 218 meter över den omgivande terrängen. Bredden vid basen är 1,7 km.
Terrängen runt Beche Blade är kuperad norrut, men söderut är den platt. Trakten är obefolkad. Det finns inga samhällen i närheten. 